# رشتخوار
جغرافیای شهرستان رشتخوار2جلد https://ketab.ir/book/3ad8e70a-8f23-4070-9976-9ae44e223c72 https://www.ketabchin.com/%D8%AC%D8%BA%D8%B1%D8%A7%D9%81%DB%8C%D8%A7%DB%8C-%D8%A7%D9%86%D8%B3%D8%A7%D9%86%DB%8C-%D8%A7%D9%82%D8%AA%D8%B5%D8%A7%D8%AF%DB%8C/book/61086154. کاراکتر line feed character در |عنوان= در موقعیت 29 (کمک); پیوند خارجی در |title= وجود دارد (کمک)
رُشتخوار شهری در  ایران است که مرکز شهرستان رشتخوار در استان خراسان رضوی به‌شمار می‌رود. این شهر از سطح دریا ۱٬۱۴۵ متر ارتفاع دارد و در سرشماری سال ۱۳۹۵، 74561 نفر جمعیت داشته است. رشتخوار دارای موقعیت های ویژه ای در بین شهرستان های خراسان رضوی است که آن را از سایر شهرستان ها متمایز کرده است. برخی از این ویژگی ها عبارتند از موقعیت سوق الجیشی که ایران را از شرق به کشور افغانستان متصل می کند و راه آهن و جاده ترانزیتی تربت حیدریه به رشتخوار و خواف جزء مسیرهای فوق العاده شلوغ ترانزیتی شرق کشور است. دومین ویژگی شهرستان رشتخوار، موقعیت گردشگری این شهرستان است . وجود امام زادگان میرقوام الدین و شیخ ابدال در روستای گردشگری نوق و سد شهید حسینی و جاذبه های طبیعی دیگر در این روستا، موقعیت گردشگری کرغاب و کال سوهه فتح اباد، مزار پیریاهو در سعادت اباد، مزار پیرچهارشنبه در رشتخوار، قلعه تاریخی جیزد اکبرآباد و آب انبار و قلعه تاریخی حسن خان و حسین خان در اکبرآباد، شیخ سنجان در روستای سنگان، تپه های کوده در جنگل و امامزادگان سیدیاسر وناصر در احمداباد استانه و امامزاده فاضل در فاضلمند و قلعه تاریخی کریم اباد و ارگ و خانه تاریخی قرایی و جنگلی در رشتخوار و حمام تاریخی و....از بسیاری از مواهب طبیعی و تاریخی در این مسیر است. از نظر نیروی انسانی هم شهرستان رشتخوار از سرمایه انسانی بسیار عالی در شرق کشور برخوردار است که اندیشمندانی همچون دکتر توسلی، پدر جامعه شناسی ایران، دکتر حسن رحمان پور، اندیشمند معاصر ایرانی حاضر در مراکز علمی دنیا، استاد دانشگاه و نظریه پرداز آموزش و یادگیری(اولین اندیشمند ایرانی که نظریه و مدل کلینیک آموزش و یادگیری در مدارس در ایران) را مطرح وپایه گذاری کرد و دارای کتاب ها و مقالات متعدد در عرصه علم و فناوری در ایران و جهان است و کتاب ها و مقالات ایشان در برخی دانشگاه های داخل و خارج تدریس می شود. همچنین ایشان نویسنده کتاب جغرافیای رشتخوار در حدود500صفحه است که این کتاب در دوجلد منبعی مهم برای معرفی شهرستان رشتخوار در بخش های مختلف به حساب می آید، دکتر حسین صاحبدل، اولین اندیشمند روانشناسی ایران که نظریه روان درمانی انگیزشی را در ایران مطرح نمود. همچنین آقایان دکتر ایزدی، دکتر سیدی، دکتر کیانی، دکتر اقاجانی و تعداد زیادی از نخبگان شهرستان رشتخوار در مراکز استان و تهران مشغول تدریس و فعالیت می باشند. همچنین در بخش های عرفانی هم شهرستان رشتخوار نیروهای خوبی را تحویل کشور نموده که در بخش مفاخر شهرستان رشتخوار می توان به آن اشاره کرد.

## جمعیت
بر پایه سرشماری عمومی نفوس و مسکن در سال ۱۳۹۵ جمعیت این شهر 74561 نفر (در ۲٬۱۱۳ خانوار) بوده است.

## موقعیت جغرافیایی و ویژگی‌های طبیعی
شهرستان رشتخوار با گستردگی ۴۳۶۰ کیلومتر مربع وسعت و مرکزیت شهری به همین نام با دو بخش مرکزی و جنگل از شمال و شمال شرقی به زاوه (دولت‌آباد) و از شمال غربی به تربت حیدریه و از جنوب غربی و جنوب به گناباد و از شرق و جنوب شرقی به خواف محدود می‌شود. ارتفاع این شهرستان از سطح دریاهای آزاد ۱۱۴۰ متر است. شهرستان رشتخوار دارای ۲۱۷۲ هکتار زمین‌های عرصه جنگلی و ۵ هکتار فضای سبز می‌باشد. در شهرستان رشتخوار پرورش دام، زنبور عسل و کرم ابریشم رواج دارد و با حفر بالغ بر ۱۰۰ حلقه چاه عمیق و نیمه عمیق توانسته‌اند انواع محصولات مختلف زراعی را نیز در منطقه کشت نمایند. این شهرستان دارای آب و هوای خشک و کویری بوده و فاصله آن با مرکز استان خراسان رضوی حدوداً ۲۰۰ کیلومتر است.
این شهرستان دارای ۷۰ روستا، مزرعه، آبادی در دو بخش و ۴دهستان می‌باشد.
بخش مرکزی شامل شامل دهستان رشتخوار و آستانه می‌باشد و بخش جنگل شامل دهستان جنگل و شعبه می‌باشد.
شهرستان رشتخوار از نظر وضع طبیعی و ساختمان زمین منطقه‌ای متنوع و گوناگون است زیرا ارتفاعات جنوبی جلگه زاوه بنام کوه دو شاخ و باخزر از شمال غربی به جنوب شرقی شمال دشت رشتخوار قرار گرفته و ار تفاعات خواف جنوب دشت را احاطه نموده و دشت معمور رشتخوار را در میان گرفته‌اند حال آنکه منطقه صحرائی و خشک جنگل که وسعت قابل توجهی از مساحت شهرستان (نزدیک به ۳/۲) را تشکیل می‌دهد در جنوب غربی آن شکل متفاوتی با مناطق کوهستانی جلگه‌ای یاد شده دارد؛ لذا از نظر زمین‌شناسی باید این منطقه که دو دشت متفاوت را دربر گرفته به صورت مجزا مورد مطالعه قرار دارد.

## پیشینهٔ تاریخی
منابع موثق از جمله کشفیات و بررسی‌های باستان‌شناسی موید وجود زیستگاه‌های انسانی در این ناحیه از دوران‌های ما قبل تاریخ و تاریخی است. بدون تردید سرزمین رشتخوار در دوران حیات خود همواره مسکن و مأوای ساکنین این منطقه بوده است. از جمله آثار برجای مانده در مناطق مختلف آن از دوره خوارزمشاهیان، تیموریان و صفویه بر رونق و آبادی این ناحیه در آن روزگار صحه می‌گذارد. علاوه بر آن رشتخوار در سده‌های دوازدهم و سیزدهم هجری نیز به دلیل توجه حاکم وقت سلطان علی خان قرائی در زمره مناطق آباد خراسان به‌شمار می‌رفت.
در ۲۵ کیلومتری جاده آسفالته تربت حیدریه به خواف نزدیک به روستای سنگان رشتخوار، بقایای مسجد و مزار رکن الدین محمود سنجانی (۵۹۳–۴۷۸ هـ.. ق) جلب نظر می‌کند. وی از اولیاء و رهبران مسلک عرفان در سده ششم هجری است. مجموعه معماری بر جای مانده مشتمل بر دو بنا است که در ضلع شرقی مسجد و در ضلع غربی مزار شاه سنجان قرار دارد. از بنای مسجد تنها یک ایوان وسیع بر جای مانده است. بنای مزار نیز با پوششی گنبدی بر ساقه‌ای هشت ضلعی استوار بوده است. بر اساس ابنیه به سده نهم هجری می‌رسد.

## وضعیت اقلیمی
- اقلیم و شرایط آب و هوایی نقش اساسی در تجمع انسان‌ها ایفا می‌نماید، چرا که آب و هوا علاوه بر اینکه شرایط زندگی انسان را تعیین می‌کند در نوع و میزان تولید محصولات کشاورزی، دامی و پوشش گیاهی مؤثر بوده و پتانسیل و توان تولید ناحیه را معین می‌کند. انسان نیز قادر است با اطلاع از وضعیت اقلیمی نسبت به بهبود شرایط جهت استفاده مفیدتر و بهتر از محیط گام‌های مثبت و ارزندهای بردارد۰
- دو دسته عوامل منطقه و فرا منطقه، همچون سایر نقاط، در نوع اقلیم حاکم بر منطقه مؤثر می‌باشند
- به لحاظ قرارگیری منطقه در عرض متوسط و تأثیر توده‌ای هوای شمال و غربی در این منطقه باعث شده است که نوع خاصی از اقلیم در این منطقه حکمفرما شود. تأثیر توده‌های باران زای غربی باعث ریزش باران در اواخر پاییز زمستان و اوایل بهار می‌گردد. در عین حال تأثیر نوع و جهت ارتفاعات نیز نقش قابل ملاحظه‌ای در نوع اقلیم منطقه بر عهده دارد، به طوری که جهت شمال غربی، جنوب شرقی ارتفاعات تا حد بسیار زیادی از شدت تأثیر توده‌های سرد شمالی کاسته است. در عوض خصوصیت دالانی دشت، باعث نفوذ هر چه بیشتر توده‌های باران زا غربی می‌شود.